# Вулканічна брекчія
Вулканічна брекчія (рос. вулканическая брекчия, англ. volcanic breccia, eruptive breccia; нім. Vulkanbrekzie f, vulkanische Brekzie f) — гірська порода, що утворилася із зцементованих кутастих вулканічних уламків великих розмірів (понад 32 мм), викинутих при виверженні вулкана.